# Albert Pinkus
Albert Sidney Pinkus (New York, 20 marzo 1903 – New York, 4 febbraio 1984) è stato uno scacchista ed esploratore statunitense.
Nel 1932 iniziò una serie di dieci spedizioni nella Guyana britannica e in Venezuela per esplorare zone sconosciute e raccogliere esemplari di specie zoologiche e botaniche. Tornò a New York nel 1939 ed intraprese una carriera di agente di borsa a Wall Street. 

## Carriera sportiva
Partecipò a cinque Campionati statunitensi svoltisi a New York, ottenendo i migliori risultati nel 1940 (4º-5º, vinse Samuel Reshevsky), 1942 (pari terzo, vinse ancora Reshevsky) e 1944 (quinto, vinse Arnold Denker).
Altri risultati di rilievo:
- 1925:  vince l'"Hallgarten Tournament", davanti a Isaac Kashdan
- 1927:  vince il "Junior Masters' Tournament", ancora davanti a Kashdan
- 1941:  3º a Ventnor City (vinse Jacob Levin)
- 1941:  vince il campionato del Manhattan Chess Club
- 1942:  4º a Ventnor City (vinse Daniel Yanofsky)
- 1944:  2º a Ventnor City (vinse Jacob Levin)
- 1945:  vince ancora il campionato del Manhattan Chess Club
- 1947:  vince il campionato dello Stato di New York

Nel 1924 partecipò ad una simultanea alla cieca su 26 scacchiere di Alekhine all'Hotel Alamac di New York (record mondiale per allora), vincendo la partita.
Nel 1929, in una simultanea con l'orologio su 9 scacchiere tenuta da Alekhine al Manhattan Chess Club, Pinkus fu l'unico a vincere una partita (Alekhine realizzò +6 =2 –1).
Partecipò a tre radio-match: USA–URSS (1945), New York–La Plata (1947) e USA–Jugoslavia (1950). Nel radio-match USA-URSS pattò le due partite contro Andor Lilienthal.